# Travelin' Band
"Travelin' Band" is een nummer van de Amerikaanse band Creedence Clearwater Revival. Het nummer werd uitgebracht op hun album Cosmo's Factory uit 1970. In januari van dat jaar werd het nummer, samen met "Who'll Stop the Rain" (als dubbele A-kant), uitgebracht als de eerste single van het album.

## Achtergrond
"Travelin' Band" is geschreven en geproduceerd door zanger en gitarist John Fogerty. Het nummer is geïnspireerd door de rock-'n-rollmuziek uit de jaren '50, met name door Little Richard. Muzikaal gezien wordt het ook vergeleken met het nummer "No Time" van The Monkees uit 1967. De tekst van het nummer gaat over het leven van een muzikant op tournee. De eerste regel, "Seven-thirty-seven coming out of the sky", verwijst naar de Boeing 737. In oktober 1972 werd de band aangeklaagd door het bedrijf dat de rechten voor het Little Richard-nummer "Good Golly, Miss Molly" bezit. Zij vonden dat de twee nummers te veel op elkaar leken en begon een rechtszaak tegen de band, die eindigde in een schikking.
"Travelin' Band" werd op single uitgebracht als een dubbele A-kant met "Who'll Stop the Rain". De single behaalde de tweede plaats in de Amerikaanse Billboard Hot 100, waarin het van de numer 1-positie werd gehouden door "Bridge over Troubled Water" van Simon & Garfunkel. In de UK Singles Chart behaalde de single de achtste plaats. Daarnaast werd in onder meer Duitsland, Ierland, Noorwegen, Oostenrijk en Zwitserland de top 10 bereikt. In Nederland behaalde de single de Top 40 niet, aangezien hierin enkel "Who'll Stop the Rain" genoteerd stond, maar kwam het wel in de Hilversum 3 Top 30 terecht, waarin het een nummer 1-hit werd. Ook in de voorloper van de Vlaamse Ultratop 50 werd het een nummer 1-hit.
"Travelin' Band" is gecoverd door onder meer Def Leppard, Elton John, Miranda Lambert met Carrie Underwood, Brad Paisley en Charlie Daniels, Jerry Lee Lewis met Fogerty, Brian May en Bruce Springsteen. Daarnaast werd een cover van Curtis Stigers met The Forest Rangers gebruikt in een aflevering van de televisieserie Sons of Anarchy, en werd een cover door de Jeff Healey Band gebruikt in de film Road House uit 1989. Tevens is de originele versie te horen in een aflevering van de televisieserie The Good Guys.

## Hitnoteringen

### Hilversum 3 Top 30
| Hitnotering: 14-02-1970 t/m 02-05-1970 | Hitnotering: 14-02-1970 t/m 02-05-1970 | Hitnotering: 14-02-1970 t/m 02-05-1970 | Hitnotering: 14-02-1970 t/m 02-05-1970 | Hitnotering: 14-02-1970 t/m 02-05-1970 | Hitnotering: 14-02-1970 t/m 02-05-1970 | Hitnotering: 14-02-1970 t/m 02-05-1970 | Hitnotering: 14-02-1970 t/m 02-05-1970 | Hitnotering: 14-02-1970 t/m 02-05-1970 | Hitnotering: 14-02-1970 t/m 02-05-1970 | Hitnotering: 14-02-1970 t/m 02-05-1970 | Hitnotering: 14-02-1970 t/m 02-05-1970 | Hitnotering: 14-02-1970 t/m 02-05-1970 | Hitnotering: 14-02-1970 t/m 02-05-1970 |
| Week                                   | 1                                      | 2                                      | 3                                      | 4                                      | 5                                      | 6                                      | 7                                      | 8                                      | 9                                      | 10                                     | 11                                     | 12                                     |                                        |
| -------------------------------------- | -------------------------------------- | -------------------------------------- | -------------------------------------- | -------------------------------------- | -------------------------------------- | -------------------------------------- | -------------------------------------- | -------------------------------------- | -------------------------------------- | -------------------------------------- | -------------------------------------- | -------------------------------------- | -------------------------------------- |
| Positie                                | 24                                     | 7                                      | 1                                      | 1                                      | 1                                      | 3                                      | 3                                      | 8                                      | 8                                      | 16                                     | 20                                     | 29                                     | uit                                    |

### NPO Radio 2 Top 2000
| Nummer met noteringen in de NPO Radio 2 Top 2000 | '05  | '06  | '07  | '08  | '09  | '10  | '11  | '12  | '13  |
| ------------------------------------------------ | ---- | ---- | ---- | ---- | ---- | ---- | ---- | ---- | ---- |
| Travelin' Band                                   | 1790 | 1386 | 1382 | 1802 | 1557 | 1503 | 1925 | 1769 | 1802 |

1. ↑  Een vetgedrukt getal geeft de hoogste notering aan.
2. ↑  2005 was het eerste jaar met een notering voor dit nummer.
3. ↑  Deze tabel is bijgewerkt tot en met de laatste editie (2024).